# دانيل كيوفاني
دانيل كيوفاني (بالإيطالية: Daniel Ciofani) (31 يوليو 1985 بأفيتسانو في إيطاليا - ) هو لاعب كرة قدم إيطالي في مركز الهجوم. لعب مع نادي بارما ونادي بيروجيا ونادي بيسكارا ونادي فروسينوني وASD Celano Calcio ‏ ونادي غوبيو وAtletico Roma FC ‏ ونادي جيلا.

## وصلات خارجية
- دانيل كيوفاني على موقع قاعدة بيانات كرة القدم.إي يو (الإنجليزية)
- دانيل كيوفاني على موقع Soccerway.com (الإنجليزية)
- دانيل كيوفاني على موقع عالم كرة القدم.نت (الإنجليزية)
- دانيل كيوفاني على موقع AS.com (الإسبانية)